# Tunahan Taşçı
Muhammet Tunahan Taşçı (Nijmegen, 29 april 2002) is een Turks-Nederlands voetballer die doorgaans als aanvaller speelt.

## Carrière
Tunahan Taşçı speelde in de jeugd van VV Union, SBV Vitesse en N.E.C. Sinds 2019 speelt hij in de jeugd van AFC Ajax, waar hij een contract tot medio 2021 tekende. Hij debuteerde in het betaald voetbal voor Jong Ajax op 30 augustus 2020, in de met 0-4 verloren thuiswedstrijd tegen Roda JC Kerkrade. Hij kwam in de 82e minuut in het veld voor Ar'Jany Martha. Medio 2021 liep zijn contract af. In september 2021 sloot hij aan bij het beloftenteam van Fortuna Sittard. In februari 2022 ondertekende hij een contract tot medio 2023. hij speelde dusver 7 wedstrijden in de eredivisie. in augustus 2023 verlegde Tasci zijn contract bij Fortuna Sittard en werd hij door Fortuna voor een jaar verhuurd aan provinciegenoot MVV Maastricht.

### Statistieken
| Seizoen                                   | Club             | Competitie     | Competitie | Competitie | Beker | Beker | Totaal | Totaal |
| Seizoen                                   | Club             | Competitie     | Wed.       | Dlp.       | Wed.  | Dlp.  | Wed.   | Dlp.   |
| ----------------------------------------- | ---------------- | -------------- | ---------- | ---------- | ----- | ----- | ------ | ------ |
| 2021/22                                   | Fortuna Sittard  | Eredivisie     | 0          | 0          | 0     | 0     | 0      | 0      |
| 2022/23                                   | Fortuna Sittard  | Eredivisie     | 10         | 0          | 1     | 0     | 11     | 0      |
| 2023/24                                   | → MVV Maastricht | Eerste divisie | 22         | 6          | 1     | 0     | 23     | 6      |
| Carrièretotaal                            | Carrièretotaal   | Carrièretotaal | 32         | 6          | 2     | 0     | 34     | 6      |
| Bijgewerkt tot en met het seizoen 2023/24 |                  |                |            |            |       |       |        |        |